# 托馬索·伊恩朗尼
托馬索·伊恩朗尼（義大利語：Tommaso Iannone；1990年9月16日—）是一位意大利橄欖球運動員。他是意大利國家橄欖球隊的一員，代表意大利參加了2014年橄欖球六國杯的賽事。